# Baños de Longaví
Las baños de Longaví son manantiales termales ubicados en la Región del Maule utilizados para fines medicinales y turísticos.

## Ubicación
En el mapa de la zona del IGM del año 1951 aparecen bajo el nombre Termas del Cajón Ibáñez.

## Historia
Luis Risopatrón lo describe en su Diccionario Jeográfico de Chile de 1924:: 501 
Longavi (Baños de) 36° 22’ 71° 08'. Tiene 10 u 11 grupos de vertientes que llegan hasta 71° C del termómetro, con desprendimientos de burbujas de gas que despiden olor débil de hidrójeno sulfurado i algunas de las cuales dan hasta 12 m³ de agua por hora, con sulfatas de cal, potasa i soda, cloruros de magnesio i sodio, carbonato de cal, alúmina óxido férrico, sílice etc; brotan en los oríjenes del cajón del mismo nombre, a unos 1 350 m de altitud i a 3 kilómetros antes de la afluencia del cajón de Ibañez. Se recomiendan para el tratamiento de las enfermedades del pulmón, vías dijestivas, de la sangre o debilidad constitucional. 63, p. 356; i 85, p. 32 (Darapsky, 1890); termas Baños de Longavi en 68, p. 37; baños de Ibañez en 155, p. 325; i aguas termales en la p. 384; i termas Baños del Cajón de Ibáñez en 68, p. 36.